# Seznam senatorjev četrte italijanske legislature
Seznam senatorjev 4. legislature Republike Italije je urejen po priimkih senatorjev.

## A
- Mario Actis Perinetti
- Gelasio Adamoli
- Alessandro Agrimi
- Teodosio Aimoni
- Tommaso Ajroldi
- Adelio Albarello
- Giuseppe Alberti
- Lea Alcidi Boccacci Rezza
- Giuseppe Alessi
- Pietro Amigoni
- Bruno Amoletti
- Ugo Angelilli
- Armando Angelini
- Cesare Angelini
- Nicola Angelini
- Luigi Angrisani
- Carlo Arnaudi
- Eugenio Artom
- Nicolò Asaro
- Gioacchino Attaguile
- Walter Audisio
- Antonio Azara

## B
- Mario Baldini
- Arialdo Banfi
- Leopoldo Baracco
- Gaetano Barbareschi
- Michele Barbaro
- Anelito Barontini
- Ugo Bartesaghi
- Giuseppe Bartolomei
- Michele Basile
- Edoardo Battaglia
- Paolo Battino Vittorelli
- Emilio Battista
- Vincenzo Bellisario
- Arnaldo Bera
- Giorgio Bergamasco
- Paolo Berlanda
- Antonio Berlingieri
- Alessandro Bermani
- Giovanni Bernardi
- Marzio Bernardinetti
- Silvio Bernardo
- Ermenegildo Bertola
- Giovanni Bertoli
- Giovanni Battista Bertone
- Dante Bettoni
- Guido Bisori
- Renato Bitossi
- Giorgio Bo
- Carlo Boccassi
- Antonio Bolettieri
- Ercole Bonacina
- Antonio Bonadies
- Ugo Bonafini
- Umberto Bonaldi
- Giuseppe Borrelli
- Giacinto Bosco
- Giacomo Bosso
- Giorgio Braccesi
- Giovanni Brambilla
- Agostino Bronzi
- Paolo Bufalini
- Antonio Bussi

## C
- Osvaldo Cagnasso
- Piero Caleffi
- Guido Canziani
- Alfio Caponi
- Enrico Carboni
- Mario Carelli
- Martino Caroli
- Giuseppe Caron
- Olindo Carubia
- Sebastiano Carucci
- Antonio Caruso
- Cataldo Cassano
- Antonio Cassese
- Vincenzo Cassini
- Francesco Cataldo
- Giovanni Celasco
- Pietro Cenini
- Giulio Cerreti
- Stanislao Ceschi
- Renato Chabod
- Alfonso Chiariello
- Mario Cingolani
- Nicolò Cipolla
- Antonio Cittante
- Arturo Raffaello Colombi
- Fernando Colombi Guidotti
- Angelo Compagnoni
- Luigi Conte
- Alfredo Conti
- Antonio Coppi
- Dionigi Coppo
- Guido Corbellini
- Giovanni Maria Cornaggia Medici
- Antonio Cremisini
- Luigi Crespellani
- Gabriele Criscuoli
- Araldo Crollalanza
- Heros Cuzari

## D
- Andrea D'Andrea
- Ugo D'Andrea
- Francesco Paolo D'Angelosante
- Gastone Darè
- Pietro De Dominicis
- Giordano Dell'Amore
- Angelo De Luca
- Luca De Luca
- Luigi De Michele
- Francesco Deriu
- Giovanni D'Errico
- Guido De Unterrichter
- Alfio Di Grazia
- Luigi Di Paolantonio
- Giuseppe Di Prisco
- Angelo Di Rocco
- Francesco Maria Dominedò
- Guglielmo Donati

## F
- Mario Fabiani
- Eolo Fabretti
- Augusto Cesare Fanelli
- Ariella Farneti
- Giuseppe Femia
- Giorgio Fenoaltea
- Francesco Ferrari
- Giacomo Ferrari
- Pietro Ferreri
- Lando Ferretti
- Luigi Ferroni
- Umberto Fiore
- Gaetano Fiorentino
- Arcangelo Florena
- Basilio Focaccia
- Renzo Forma
- Paolo Fortunati
- Carlo Francavilla
- Enea Franza

## G
- Luigi Gaiani
- Walter Garavelli
- Giuseppe Garlato
- Eugenio Gatto
- Simone Gatto
- Silvio Gava
- Giacinto Genco
- Stefano Germanò
- Giuseppe Antonio Giancane
- Giovanni Battista Gianquinto
- Camillo Giardina
- Luigi Alberto Gigliotti
- Angelo Giorgetti
- Carlo Giorgi
- Giovanni Giraudo
- Grazia Giuntoli
- Mario Gomez D'Ayala
- Giuseppe Gramegna
- Giuseppe Granata
- Luciano Granzotto Basso
- Luigi Grassi
- Carlo Grava
- Ezio Gray
- Luigi Grimaldi
- Giovanni Gronchi
- Michele Guanti
- Primo Guarnieri
- Luigi Gullo

## I
- Vincenzo Indelli

## J
- Onofrio Jannuzzi
- Angelo Raffaele Jervolino
- Generoso Jodice

## K
- Federico Kuntze

## L
- Edgardo Lami Starnuti
- Domenico Latanza
- Giovanni Leone
- Antonio Lepore
- Alessandro Lessona
- Carlo Levi
- Dino Limoni
- Barbaro Lo Giudice
- Giovanni Lombardi
- Pietro Lombari
- Ubaldo Lopardi
- Angelo Lorenzi
- Orlando Lucchi
- Emilio Lussu

## M
- Domenico Macaggi
- Antonino Maccarrone
- Cino Macrelli
- Giuseppe Maggio
- Giuseppe Magliano
- Terenzio Magliano
- Giulio Maier
- Mario Mammucari
- Domenico Marchisio
- Luigi Mariotti
- Gianfranco Maris
- Mario Martinelli
- Mario Martinez
- Sergio Marullo Di Condojanni
- Angelo Custode Masciale
- Perpetuo Bruno Massobrio
- Giuseppe Medici
- Luciano Mencaraglia
- Umberto Merlin
- Aristide Merloni
- Cesare Merzagora
- Girolamo Messeri
- Pietro Micara
- Vincenzo Milillo
- Giuseppe Mario Militerni
- Angiola Minella Molinari
- Giuseppe Molinari
- Dionisio Moltisanti
- Vincenzo Monaldi
- Alfredo Moneti
- Francesco Paolo Mongelli
- Antonio Monni
- Piero Montagnani
- Eugenio Montale
- Ludovico Montini
- Vincenzo Morabito
- Giorgio Morandi
- Astolfo Moretti
- Alessandro Morino
- Gerolamo Lino Moro
- Leto Morvidi
- Angelo Giacomo Mott
- Filippo Murdaca
- Amedeo Murgia

## N
- Gastone Nencioni
- Giuliana Nenni
- Michelangelo Nicoletti

## O
- Giorgio Oliva
- Luigi Orlandi

## P
- Nicola Tommaso Pace
- Donato Pafundi
- Giuliano Pajetta
- Noè Pajetta
- Mario Palermo
- Vincenzo Palumbo
- Giuseppe Papalia
- Giuseppe Paratore
- Ferruccio Parri
- Michelangelo Pasquato
- Pier Luigi Passoni
- Antonio Pecoraro
- Guglielmo Pelizzo
- Salvatore Pellegrino
- Mauro Pennacchio
- Agostino Pennisi Di Floristella
- Edoardo Romano Perna
- Vitantonio Perrino
- Arturo Perugini
- Antonio Pesenti
- Enoch Peserico
- Ignazio Petrone
- Cristoforo Pezzini
- Paride Piasenti
- Bonaventura Picardi
- Luigi Picardo
- Giacomo Picchiotti
- Attilio Piccioni
- Gaspare Pignatelli
- Gavino Pinna
- Giorgio Piero Piovano
- Luigi Pirastu
- Luigi Poet
- Luigi Polano
- Salvatore Ponte
- Costantino Preziosi
- Vittorio Pugliese

## R
- Antonino Pompeo Rendina
- Pier Carlo Restagno
- Antonio Roasio
- Giuseppe Roda
- Mario Roffi
- Tullia Romagnoli Carettoni
- Riccardo Romano
- Luigi Candido Rosati
- Enrico Roselli
- Cesare Rotta
- Giacinto Rovella
- Giuseppe Rovere
- Leopoldo Rubinacci
- Meuccio Ruini
- Luigi Russo

## S
- Enrico Sailis
- Giuseppe Salari
- Remo Salati
- Achille Salerni
- Agide Samaritani
- Emanuele Samek Lodovici
- Luis Sand
- Ezio Santarelli
- Natale Santero
- Johann Paul Saxl
- Armando Scarpino
- Fernando Schiavetti
- Domenico Schiavone
- Dante Schietroma
- Mauro Scoccimarro
- Francesco Scotti
- Pietro Secchia
- Emilio Secci
- Antonio Segni
- Aristide Sellitti
- Giuseppe Maria Sibille
- Bruno Simonucci
- Giovanni Spagnolli
- Velio Spano
- Tommaso Spasari
- Giuseppe Spataro
- Francesco Spezzano
- Alberto Spigaroli
- Francesco Stefanelli
- Luciano Fabio Stirati

## T
- Amor Tartufoli
- Franco Tedeschi
- Umberto Terracini
- Tiziano Tessitori
- Ettore Tibaldi
- Romolo Tiberi
- Giusto Tolloy
- Angelo Tomassini
- Evio Tomasucci
- Carlo Torelli
- Giuseppe Tortora
- Giuseppe Trabucchi
- Filippo Traina
- Attilio Trebbi
- Vincenzo Trimarchi
- Umberto Tupini
- Daniele Turani
- Francesco Turchi

## V
- Nicola Vaccaro
- Ferdinando Vacchetta
- Maurizio Valenzi
- Ettore Vallauri
- Vittorio Valletta
- Giustino Valmarana
- Athos Valsecchi
- Pasquale Valsecchi
- Franco Varaldo
- Pietro Vecellio
- Giovanni Venturi
- Attilio Venudo
- Pietro Ludovico Vergani
- Enzo Veronesi
- Vittorio Vidali
- Italo Viglianesi

## Z
- Raoul Zaccari
- Leopoldo Zagami
- Giuseppe Zampieri
- Ernesto Zanardi
- Francesco Zane
- Attilio Zannier
- Gino Zannini
- Umberto Zanotti Bianco
- Ennio Zelioli Lanzini
- Leonello Zenti
- Giovanni Zonca